# Aulus Terentius Varro Murena
Aulus Terentius Varro Murena (? – Kr. e. 22.) római politikus, Kr. e. 23 consulja, akit az Augustus elleni összeesküvésben való részvételért kivégeztek.
Életéről nem sokat tudunk. Elképzelhető, hogy Lucius Licinius Murena, a Kr. e. 63. év consuljának gyermeke volt, azonban nem tudható biztosan. Mindenesetre Aulus Terentius Varro örökbe fogadta, ezért felvette a nevét. A polgárháborús időszakban elveszítette vagyonát, azonban a lovagrendi Caius Proculeius (feltételezhetően az unokatestvére, akit szintén adoptáltak) megosztotta vele javait.
Kr. e. 25-ben a salassusok ellen vezetett hadat az Alpokban, akiket legyőzött, és a férfilakosságot eladta rabszolgának. A meghódított területet főleg praetorianus veteránoknak osztották ki, akik megalapították Augusta városát, a mai Aosta elődjét.
Kr. e. 23-ban ő lett az év egyik consul suffectusa, a következő évben pedig részt vett Fannius Caepio összeesküvésében a princeps ellen. A konspirációt felszámolták, és nővére, Terentia valamint a már említett Proculeius közbenjárása ellenére kivégezték.
Cassius Dio helyenként Licinius Murenának nevezi művében a kivégzett consult, és Horatius híres, a szervezkedéstől óva intő ódája, a Licinius Murenához is így szólítja meg.
| Elődei: Augustus és Caius Norbanus Flaccus | Consul i. e. 23 collega: Augustus | Utódai: Lucius Sestius Quirinalis Albinianus és Cnaeus Calpurnius Piso |